# JVASB1938+666
JVAS B1938 +666 — удалённая эллиптическая галактика, находящаяся на расстоянии около 9,8 млрд световых лет от Земли и действуящая в качестве гравитационной линзы для другой галактики, которая находится прямо за ней (с точки зрения Земли) и находится в 17,3 млрд световых лет от Земли.
Из-за искажения лучей света JVAS B1938 666 с Земли видна в форме кольца Эйнштейна.